# Innokientij Stukow
Innokientij Nikołajewicz Stukow (ros. Иннокентий Николаевич Стуков, ur. 17 sierpnia 1887 we wsi Tunok w guberni irkuckiej, zm. 4 listopada 1936 w Moskwie) – radziecki polityk, działacz partyjny.

## Życiorys
Skończył szkołę realną w Troickosawsku (obecnie Kiachta), studiował w Instytucie Psychoneurologicznym (nie ukończył), później był kursantem wojskowej szkoły piechoty. Od 1905 członek SDPRR, bolszewik, aresztowany i skazany na zesłanie do guberni tomskiej, skąd 1911 zbiegł, od kwietnia do czerwca 1917 był członkiem Piotrogrodzkiego Komitetu SDPRR(b), a od czerwca 1917 do 1918 przewodniczącym Moskiewskiego Biura Obwodowego SDPRR(b), następnie żołnierzem Armii Czerwonej, brał udział w wojnie domowej w Rosji. Od stycznia do lutego 1919 i ponownie od marca do sierpnia 1920 przewodniczący ufijskiego gubernialnego komitetu rewolucyjnego, później pracownik Syberyjskiego Biura KC RKP(b), redakcji gazety "Sowietskaja Sibir", do marca 1936 szef sektora Ludowego Komisariatu Finansów RFSRR.
21 marca 1936 aresztowany, 4 listopada 1936 skazany na śmierć przez Wojskowe Kolegium Sądu Najwyższego ZSRR "za kontrrewolucyjną działalność terrorystyczną" i rozstrzelany. 30 listopada 1957 pośmiertnie zrehabilitowany.